# Самтредия
Самтредия (грузински: სამტრედია) е град в Имеретия, Грузия. Разположен е в Колхидската низина между реките Риони и Цхенисцкали, на около 27 km западно от Кутаиси. Административен център е на Самтредски район. Населението му към 2014 г. наброява 25 318 души.

## История
Селището е било владение на древния грузински благороднически род Микеладзе. По това време то се е казвало Санавардо (от грузински букв. – „място за отдих“) и било известно със своите градини. През 1771 г. немският пътешественик Йохан Антон Гюлденщед посещава селището, като записва в мемоарите си, че „никъде другаде не е виждал толкова овошки, в такова естествено разнообразие“. През 19 век е създадено съвременното селище с име Самтредия (от грузински букв. – „място на гълъби“). С построяването на жп линията през втората половина на 19 век, Самтредия се превръща във важен транспортен възел и бързо се разраства. През 1921 г. получава статут на град. По времето на СССР градът бива индустриализиран за да произвежда храна и дървесина. Поради стратегическото си разположение, градът изиграва важна роля в размириците от началото на 1990-те. През лятото на 1990 г. Самтредия бива блокиран от антисъветски групировки, настояващи за либерални избори от съветските грузински власти. На следващата година градът пак е блокиран, този път от правителството на Звиад Гамсахурдия с цел натиск върху централните съветски власти. Уви, блокадата нанася големи щети на икономиката на Грузия и на Армения, която е зависела от грузинските жп линии. По-късно, през 1993 г. градът става сцена на ожесточени боеве през Гражданската война в Грузия. Войната е пагубна за икономиката на града, който и до днес не се е възстановил напълно икономически.

## Икономика
Селското стопанство играе основна роля в икономиката на града. В миналото тук са работили множество различни предприятия, които след икономическата криза тънат в разруха. През 2012 г. на 10 km източно от града е открито международното летище Кутаиси.

## Родени в Самтредия
- Каха Каладзе - футболист, капитан на националния отбор по футбол на Грузия.